# 樹木医
樹木医（じゅもくい、tree doctor）は、日本の民間資格の1つで、街路樹や天然記念物など文化財樹木等の保全・診断・治療をおこなうための資格である。商標登録により実質的な名称独占資格となっている。

## 概要
樹木医認定制度は1991年（平成3年）4月に林野庁の国庫補助事業「ふるさとの樹保全対策事業」の一環として始まり、最初の樹木医資格取得者76名は同年11月に誕生した。現在は民間資格に移行しており、事業主体は一般財団法人日本緑化センターである。
「樹木医」はかつては農林水産大臣が認定する資格であったが、1996年（平成8年）9月に閣議決定された政府の公的規制緩和の方針により、公益法人が行う資格審査認定などの事業で法令に基づかないものは、平成13年度（2001年度）以降は国が推薦・認定等の関与をしないこととされたため、その事業を一般財団法人日本緑化センターが引き継いでいる。
「樹木医」の名称は1997年（平成9年）に日本緑化センターによって商標登録されており、樹木医審査委員会がおこなう資格審査の合格者のみが使用でき、事実上の名称独占資格となっている。合格者のほぼ全員が日本樹木医会 (Japan tree doctors association) に入会しており、また関連の学会として樹木医学会がある。
造園関係の職種、研究職、コンサルタントなどの職種に就いている人や、そのOBが多く、個人の専門性は多岐にわたる。
技術的な研修や情報交換が樹木医会の各都道府県支部ごとに活発におこなわれており、他の樹木治療に関する資格とは異なり、樹木医は豊富な知識や経験を持つ。
国や県の天然記念物に指定された樹木や保存樹などへの診断・治療の実施や街路樹における倒木事故の危険性を評価する業務など、樹木に関する仕事は多岐にわたる。国や官公庁、市区町村、地方公共団体が発注する文化財樹木や天然記念物の再生に関する事業の多くは、樹木医に委託されることが多く、入札の際の条件として記載されることが多い。

## 資格認定の要件
樹木医の資格を取得するには日本緑化センターがおこなう2段階の審査に合格する必要がある。希望者は、樹木の診断・治療などに関する業務経験が5年以上ある者、もしくは樹木医補の資格を有した上で資格認定後の業務経歴が1年以上ある者に受験資格が与えられる第1次審査（筆記試験および業績審査）に合格したのち、第2次審査として2週間程度の研修（講義および実習）を受講する。第2次審査では、ほぼ毎日おこなわれる筆記試験と樹種識別についての適性試験、最終面接試験に合格しなければならない。樹木医制度審議会による資格審査に合格すると、樹木医登録申請書を提出できるようになり、登録と認定証が授与される。研修の講師は、独立行政法人森林総合研究所や林業試験場、林学系の大学関係者職員やそのOB、また樹木医などが、専門分野ごとに徹底した教育をおこなう。
樹木医研修の受講者を選抜する試験である第1次審査の競争率（受験倍率）は1999年（平成11年）時点で約8倍の難関であったという。
樹木医認定者は樹木医登録者名簿に掲載される。同名簿は日本緑化センターから林野庁や各都道府県緑化担当部局、都道府県緑化センターなど公的機関に提出されており、閲覧することができる。樹木医には樹木医登録者名簿の5年ごとの登録更新が義務化されている。
なお、日本樹木保護協会が認定する樹木治療者「樹医」や樹木治療者「樹木内科・外科医」とはまったく無関係である。

## 著名な人物
- 塚本こなみ - 1992年（平成4年）42歳のとき、女性で初めて樹木医資格を取得[8]。はままつフラワーパーク理事長[9][10]。
- 堀口力 - 被爆樹木の保護に取り組む。
- 山野忠彦 - 日本初の樹木医。